# Dingo et Max
Série
Dingo et Max 2
(2000)
Pour plus de détails, voir Fiche technique et Distribution.
Dingo et Max (A Goofy Movie), ou Complètement Dingo au Québec, est le 44e long-métrage d'animation des studios Disney, sorti en 1995.
Le film constitue une suite de la série d'animation télévisée La Bande à Dingo (1992-93). Un deuxième long-métrage est sorti directement en vidéo en 2000 : Dingo et Max 2 : Les Sportifs de l'extrême (Extrêmement Dingo au Québec).
Le film met en scène Max, le fils de Dingo, qui est un adolescent rebelle, amoureux de la belle Roxanne et prêt à tout pour la séduire, même s'il lui faut renier son père. Avec l'aide de ses amis, PJ le fils de Pat Hibulaire et Bobby, il dérange la remise des prix de fin d'année en imitant le chanteur favori de Roxanne, Powerline, pour impressionner sa bien-aimée. Il lui annonce même qu'il va aller voir le concert de Powerline, la plus grande star pop adulée par toute l'école secondaire, sur une scène de Los Angeles. Mais étant démasqué par le principal Mazur, ce dernier avertit Dingo à propos de l'émeute que son fils a engendrée lors de la remise des prix et lui conseille de réagir avant que Max ne finisse sur la chaise électrique. Par conséquent, et malheureusement pour lui, Dingo a décidé qu'il était temps de resserrer les liens et de l'emmener en camping pour pêcher. Max va alors tout faire pour emmener son père à Los Angeles.

## Synopsis
Max, 14 ans, est le fils unique de Dingo qui l'élève seul, et se distancie très régulièrement de ce dernier par crainte de devenir comme son père. Il est également fou amoureux de Roxanne, une camarade de classe, et souhaite l'impressionner par tous les moyens. Lors de la réunion de fin d'année à l'école et avec l'aide de ses amis PJ et Bobby, il interrompt le discours du principal Mazur et improvise un concert durant lequel il prétend être Powerline. Bien qu'il finisse par se faire prendre, il devient rapidement une star au collège et réussit à impressionner Roxanne, qui lui propose de venir à une fête organisée par son amie Stacey, et où le concert de Powerline à Los Angeles sera diffusé. Pendant ce temps, le principal Mazur appelle Dingo pour lui expliquer la situation, en lui signifiant également que s'il ne change pas sa manière d'élever son enfant, celui-ci se retrouverait sur la chaise électrique.
Inquiet pour son fils, Dingo décide d'emmener Max en road trip jusqu'au Lac Destinée, dans l'Idaho, afin de resserrer les liens entre eux et en suivant la route que Dingo avait auparavant emprunté avec son propre père. Et ce, sans se soucier de ce que Max avait initialement prévu. N'étant désormais plus libre pour la fête chez Stacey, ce dernier décide alors d'aller voir Roxanne pour lui annoncer la mauvaise nouvelle. Roxanne, déçue, évoque la possibilité d'aller à la fête avec quelqu'un d'autre. Par conséquent, Max panique et ment à Roxanne: il prétend aller au concert de Powerline avec son père, qui aurait soi-disant joué avec lui dans un groupe.
Dingo et son fils se mettent ensuite en route, mais toute tentative de Dingo de ressouder les liens avec Max s'avèrent être un échec cuisant. Durant un arrêt dans un camping, le duo croise la route de Pat Hibulaire et de son fils PJ. Alors que Max apprend que tous ses camarades de classe s'attendent à le voir sur scène avec Powerline, Dingo fait part de ses soucis avec Max. Pat lui conseille de se montrer plus sévère avec son fils; grâce à ça, Dingo réussit à obliger son fils à le suivre pour apprendre sa technique de pêche, qu'il a nommée le "parfait lancer". Mais Dingo finit par accidentellement attirer le Bigfoot sur le terrain de camping. Pat fuit aussitôt, mais Dingo et Max se retrouvent enfermés dans leur voiture et passent la nuit avec Bigfoot, qui s'avère finalement plutôt inoffensif.
La relation entre Dingo et son fils commence à grandement s'améliorer à partir de ce moment. Cela pousse Max à envoyer une lettre à Roxanne pour lui expliquer son mensonge, mais il se ravise au dernier moment, inquiet à l'idée que Roxanne lui en veuille. Mais par hasard, Max découvre la carte et, sans que son père ne s'en rende compte, modifie le trajet pour que celui-ci les mène à Los Angeles au lieu du lac Destinée. Le lendemain, Dingo décide de faire de son fils son navigateur, lui signifiant par la même occasion qu'il ne toucherait plus à la carte. A travers leurs nombreuses activités, père et fils finissent par apprécier le temps passé ensemble. En s'arrêtant à un motel, Dingo et Max croisent de nouveau Pat et PJ qui se sont arrêtés au même endroit. Max fait part à PJ de sa petite dissimulation, mais Pat surprend la conversation et décide d'en parler à Dingo. Ce dernier refuse initialement de croire Pat, mais finira, par hasard, par découvrir le pot aux roses.
Le lendemain matin, Dingo décide de donner une dernière chance à son fils de se racheter en lui demandant de choisir entre aller à gauche, vers Los Angeles, ou à droite, vers le lac Destinée. Max choisit d'aller à gauche in-extremis. Furieux, Dingo s'arrête sur le bas-côté et quitte la voiture. Alors que Max tente de s'expliquer, la voiture commence à dévaler la route. Alors qu'ils essayent de la rattraper, Dingo et Max se disputent, jusqu'au moment où ils se retrouvent dans la rivière. Après que Max a expliqué sa situation avec Roxanne, il se réconcilie pour de bon avec son père, qui promet de l'emmener jusqu'au concert de Powerline. Mais ils manquent de faire une chute mortelle dans une cascade; c'est grâce au "parfait lancer" que Max sauvera son père.
Finalement, Dingo et Max arrivent à temps au concert et s'introduisent dans les coulisses. Ils se retrouvent tous deux sur scène avec Powerline et passent en direct à la télévision, avec comme spectateurs Pat, PJ, la classe de Max, mais surtout, Roxanne. Peu après ces événements, Max décide de dire la vérité à Roxanne. Mais à sa grande surprise, celle-ci ne lui en veut pas et avoue qu'elle l'aimait déjà, et ce depuis qu'elle a entendu son rire (qui est le même que celui tant iconique que son père). Après un accident avec sa voiture, Dingo se retrouve dans le toit de la marquise, et Max décide de le présenter à Roxanne.

## Fiche technique
Sauf indication contraire, les informations mentionnées dans cette section peuvent être confirmées par les bases de données cinématographiques  présentes dans la section « Liens externes ».
- Titre original : A Goofy Movie
- Titre français : Dingo et Max
- Titre québécois : Complètement Dingo
- Réalisation : Kevin Lima
- Scénario : Jymn Magon, Chris Matheson, Brian Pimental
- Musique : Carter Burwell
  - Musique additionnelle : Don Davis
  - Chansons : Jack Feldman, Tom Snow, Patrick Deremer, Roy Freeland, Randy Petersen, Kevin Quinn
  - Orchestrations chansons : Michael Starobin, Danny Troob, Shirley Walker
  - Orchestrations musique : Don Davis, Shirley Walker, Lolita Ritmanis, Bruce Fowler
  - Direction : Don Davis, Shirley Walker
  - Musique additionnelle : Don Davis
- Chorégraphie : Anthony Thomas
  - Prises de vues réelles : Bob Bryan
- Conception graphique :
  - Direction artistique : Lawrence Leker, Wendell Luebbe
  - Décors : Fred Warter
  - Cadrage-clé[Quoi ?] (layout) : David Gardner, David Dunnet, Paul Felix, Carole Police, Mark Swan (supervision)
  - Décors-clés[Quoi ?] : Barry Atkinson, Dennis Venizelos (supervision)
  - Mise au propre[Quoi ?] (clean-up) : Francesca Allen, David Hancock, Kent Culotta (supervision)
  - Conception des personnages : Carole Holliday, Alex Mann, Sergio Pablos, Bob Scott, Will Finn, Bruce Smith
  - Storyboard  : Andy Gaskill
- Animation :
  - Direction d'unités : Gaëtan Brizzi, Paul Brizzi (Walt Disney Animation France), Steve Moore (Walt Disney Animation Sydney)
  - Supervision  : Nancy Beiman, Matias Marcos, Stéphane Sainte-Foi, Dominique Monféry
  - Intervalles : Pierre Girault, Mickey Cassidy, Peter Brown (supervision)
  - Effets spéciaux : Jean-Christophe Poulain, Alexs Stadermann, John Collins (supervision)
  - Cadrage : J. Michael Spooner (supervision)
  - Décors : Christophe Vacher (supervision)
  - Mise au propre (clean-up) : Janey Dunn, Brett Newton, James McCrimmon (supervision)
  - Vérification (checking) : Dominique Chazy (Pixibox Digital Ink & Paint),  Bernard Dourdent (supervision) ;
- Montage : Gregory Perler (image), David E. Stone (son)
- Direction de production : Jean-Pierre Quenet (Paris), Terry Smith (Sydney), Doug Allen (Toronto)
- Production associée : Patrick Reagan
- Production déléguée : Dan Round
- Société de production : Walt Disney Pictures
- Société de distribution: Buena Vista Pictures Distribution
- Format : couleurs - 1,85:1 - Dolby Stéréo
- Durée : 74 minutes[3]
- Dates de sortie :
  - États-Unis : 7 avril 1995
  - France : 3 juillet 1996

Note: La liste des "crédités" au générique étant trop longue pour être citée in extenso ici, ne sont repris que les principaux contributeurs.

## Distribution
Sauf indication contraire, les informations mentionnées dans cette section peuvent être confirmées par les bases de données cinématographiques  présentes dans la section « Liens externes ».

### Voix originales
- Bill Farmer : Goofy Goof (Dingo)
- Jason Marsden : Max Goof 
  - Aaron Lohr : Max (chant)
- Jim Cummings : Pete (Pat Hibulaire)
- Kellie Martin : Roxanne
- Rob Paulsen : P.J. Pete, le fils de Pete
- Wallace Shawn : le proviseur Mazur
- Tevin Campbell (en) : Powerline
- Pauly Shore : Robert « Bobby » Zimurinski
- Jenna von Oÿ : Stacey
- Frank Welker : Bigfoot
- Kevin Lima : l'animateur principal du parc Opossum
- Kevin Quinn : Lester (chant)
- Florence Stanley : la serveuse
- Jo Anne Worley : Miss Maples
- Brittany Alyse Smith : la petite fille du studio de photo
- Robyn Richards : la fille grimaçante de Lester
- Julie Brown : Lisa
- Klee Bragger : l'enfant touriste
- Joseph Lawrence : Chad
- Pat Buttram : l'animateur du parc
- Wayne Allwine : Mickey Mouse
- Herschel Sparber : le gardien
- Corey Burton : Wendell
- Tony Anselmo : Donald Duck
- Rosie Gaines (en) : la chanteuse dans 1-2-1

### Voix françaises
- Gérard Rinaldi : Dingo
- Christophe Lemoine : Max
- Sébastien Beslon : Max (chant)
- Alain Dorval : Pat Hibulaire
- Alexandra Garijo : Roxanne
- Françoise Blanchard : Stacey
- Alexis Tomassian : P.J., le fils de Pat Hibulaire
- Gilbert Levy : le proviseur Mazur
- Emmanuel Garijo : Robert « Bobby » Zimurinski
- Pierre Baton : l'animateur du parc Opposum
- Claude Chantal : Miss Maples
- Barbara Tissier : la petite fille dans le studio de photographie
- Charlyne Pestel : Lisa
- Charles Pestel : Chad / l'enfant touriste au parc

## Chansons du film
1. Après demain (After Today) - Max et membres de l'école
2. Stand out - Powerline
3. Sur la route (On The Open Road) - Dingo, Max et chœurs
4. Lester's possum park - Lester et les Possums
5. Ça va toujours pour nous (Noboby Else but You) - Max et Dingo
6. I-2-I (Eye to Eye) - Powerline
7. High Hopes - Rick Logan (non-originale)
8. Stayin' Alive - Bee Gees (non-originale)

Sources : IMDB et générique DVD.

## Sorties cinéma
- 7 avril 1995 - États-Unis
- 15 juin 1995 - Australie
- 26 octobre 1995 - Hong Kong
- 16 décembre 1995 - Japon
- 13 juin 1996 - Espagne
- 27 juin 1996 - Hongrie et Pays-Bas
- 28 juin 1996 - Turquie
- 3 juillet 1996 - France
- 12 juillet 1996 - Danemark, Pologne et Portugal
- 26 juillet 1996 - Suède
- 9 août 1996 - Norvège
- 15 août 1996 - Allemagne
- 16 août 1996 - Finlande
- 18 août 1996 - Royaume-Uni

## Sorties vidéo
- 6 septembre 1995 - VHS (Québec)
- 8 février 1997 - VHS et Laserdisc (France)
- 1999 - DVD
- 2000 - VHS et DVD (Québec) dans la collection « classique or »
- 2000 - VHS et DVD (n°44 dans la série « Classique Disney »/Buena Vista Home Video)
- 4 juin 2002 - VHS et DVD (n°40 dans la nouvelle numérotation Buena Vista)

## Autour du film
- Comme La Bande à Picsou, le film : Le Trésor de la lampe perdue (1990) s'inspirait de la série animée La Bande à Picsou (1987-89) sans toutefois en reprendre tous les codes, Dingo et Max réutilise certains personnages de la série La Bande à Dingo (Goof Troops, 1992-93). Si Pat Hibulaire est toujours le voisin et ami de Dingo, que leurs fils respectifs P.J. et Max sont également amis, on ne retrouve cependant pas dans le film les personnages de la femme et de la fille gâtée de Pat.
- Lors de sa sortie en salles, le film était précédé du court-métrage Mickey perd la tête (Runaway Brain), première apparition cinématographique de la célèbre souris depuis Le Prince et le Pauvre (1991).
- Une grande partie du film a été réalisée aux studios Walt Disney Animation France de Montreuil. Une part non négligeable a elle été réalisée par Walt Disney Animation Australia à Sydney.
- L'épisode 8 de la saison 4 d'Atlanta aborde la conception du film dans un faux documentaire.

## Titre en différentes langues
- Allemand : Der Goofy Film
- Anglais : A Goofy Movie
- Espagnol : Goofy y hijo
- Finnois : Hopon poppoo
- Français : Dingo et Max ; Complètement Dingo au Québec
- Hongrois : Goofy
- Italien : In viaggio con Pippo
- Japonais : グーフィームービー～ホリデーは最高！
- Polonais : Goofy na wakacjach
- Portugais : Pateta, o Filme
- Slovaque : Pepe in Pepcek
- Suédois : Janne Långben - The Movie
- Turc : Gufi ile oglu